# Gotō Jūrō
Gotō Jūrō (jap. 後藤 十郎; * 2. November 1887 in der Präfektur Yamagata, Japan; † 25. Mai 1984) war ein Generalmajor der Kaiserlich Japanischen Armee.

## Leben
Der 1887 in der Präfektur Yamagata geborene Gotō schloss 1907 mit dem 19. Jahrgang die Kaiserlich Japanische Heeresakademie ab. Von 1934 bis 1935 war er Kommandeur des Regimentsdistrikts Sendai und im Anschluss bis 1934 Regimentskommandeur des 16. Infanterieregiments der 15. Infanteriebrigade der 2. Division.
Nach dem Start des Zweiten Japanisch-Chinesischen Krieges war Gotō bis 1938 Befehlshaber der Festung auf der Insel Tsushima. Nach einer Beförderung zum Generalmajor befehligte er die 132. Infanteriebrigade der 104. Division. Als Teil der 21. Armee kämpfte er mit seiner Division in den Operationen zur Eroberung Kanton und Shantou in Südchina und nahm an der Verteidigung der Region gegen die Chinesische Winteroffensive von 1939 bis 1940 teil.
1940 wurde Gotō nach Japan zurückverlegt und übernahm dort kurzfristig den Befehl über die 4. Nachschubdivision, bevor er noch im selben Jahr in die Reserve versetzt wurde und in den Ruhestand ging. Bereits 1941 wurde er jedoch in den Dienst zurückgerufen und übernahm bis 1942 den Regimentsdistrikt Yokohama. 1945 wurde er dann kurzzeitig Befehlshaber des Regimentsdistrikts und Gebietskommandos Kōfu in der Präfektur Yamanashi. Nach der Kapitulation Japans schied er endgültig aus dem Militärdienst aus.